# Liên doanh Việt – Nga Vietsovpetro
Liên doanh Việt – Nga Vietsovpetro (VSP; tiếng Nga: Совместное российско-вьетнамское предприятие «Вьетсовпетро», đã Latinh hoá: Sovmestnoye rossiysko-v'yetnamskoye predpriyatiye «V'yetsovpetro», n.đ. 'Liên doanh Nga - Việt Nam «Vietsovpetro»') là liên doanh thăm dò và khai thác dầu khí giữa Việt Nam và Liên bang Nga, hiện hoạt động vận hành, khai thác trên thềm lục địa Việt Nam tại các mỏ dầu & khí: Mỏ Bạch Hổ, Mỏ Rồng, Cá Tầm, Thiên Ưng...
Trụ sở chính của Vietsovpetro đặt tại số 105 đường Lê Lợi, phường Thắng Nhì, thành phố Vũng Tàu, Việt Nam. Theo bảng xếp hạng VNR500 (Top 500) năm 2021, Vietsovpetro là công ty lớn thứ 28 tại Việt Nam..

## Lịch sử
Liên doanh được thành lập từ ngày 19 tháng 11 năm 1981, có trụ sở tại Vũng Tàu. Nga (lúc đó còn là Liên Xô) và Việt Nam hiện có mỗi bên một nửa trong tổng vốn đầu tư 1,5 tỷ đô la. Đại diện cho phía Việt Nam trong liên doanh là Tập đoàn Dầu khí Việt Nam còn đại diện phía Nga là Liên đoàn Kinh tế đối ngoại Liên bang Nga (Zarubezhneft). Hiện nay đây là mảng hợp tác hiệu quả của hai nước, riêng ngân sách của Nga hàng năm nhận khoảng 500-700 triệu USD từ liên doanh, tổng doanh thu phía Nga đạt trên 4,5 tỷ USD.
- Khai thác tấn dầu đầu tiên: ngày 26 tháng 6 năm 1986.
- Hoạt động: đến 1992 đạt 10 triệu tấn, 20 triệu tấn vào năm 1993, 50 triệu tấn năm 1997, 100 triệu tấn năm 2001 và đến 4 tháng 12 năm 2005 đạt tổng sản lượng khai thác 150 triệu tấn dầu thô.
- Quy mô: Vietsovpetro đóng góp khoảng 80% lượng dầu thô xuất khẩu hàng năm từ Việt Nam.

Chính phủ hai nước đã đồng ý cho liên doanh lập dự án mới về quy mô hoạt động sau khi hợp đồng liên doanh hết hạn vào 2010, bao gồm cả khả năng hoạt động tại một nước thứ ba.
Vào ngày 10 tháng 12 năm 2010, VietsovPetro đã đồng ý tiếp tục hợp tác với Công ty Cổ phần Zarubezhneft của nhà nước Nga trong 20 năm cho đến năm 2030. Theo thỏa thuận mới, Tập đoàn Dầu khí Việt Nam Petrovietnam nắm 51% cổ phần trong liên doanh và công ty của Nga chiếm 49%. Hiện nay Tổng giám đốc là ông Vũ Mai Khanh.

## Khen thưởng[5]
- Anh hùng Lao động 1997, 2001
- Huân chương Hồ Chí Minh 2009
- Huân chương Sao vàng 2010
- Huân chương Độc lập hạng Nhất (2005), Nhì (1996), Ba (1993)
- Huân chương Quân công hạng III (2011, 2016)
- Huân chương Lao động hạng Nhất (1985, 1990), Nhì (2008), Ba (1996, 1997, 2007)
- Huy chương Chiến công hạng Nhất (1995), Ba (2001)
- Huân chương Bảo vệ Tổ quốc hạng Nhất 2015